# Ascorhynchus fragilis
Ascorhynchus fragilis là một loài nhện biển trong họ Ascorhynchidae. Loài này thuộc chi Ascorhynchus. Ascorhynchus fragilis được miêu tả khoa học năm 1991 bởi Stock.